# Бронцине-Казоти (Павија)
Бронцине-Казоти је насеље у Италији у округу Павија, региону Ломбардија.
Према процени из 2011. у насељу је живело 33 становника. Насеље се налази на надморској висини од 65 м.